# Chusquea repens
Chusquea repens là một loài thực vật có hoa trong họ Hòa thảo. Loài này được L.G.Clark & Londoño mô tả khoa học đầu tiên năm 1991.